# Talasz repülőtér
A Talasz repülőtér (kirgiz nyelven: алас аэропорту, orosz nyelven: Таласский аэропорт) (ICAO: UAFT) Kirgizisztán egyik repülőtere, amely Talasz közelében található. 
A Talaszi repülőtér az 1940-es években kezdte meg működését, az akkori kis vidéki városon kívüli leszállópályaként. A jelenlegi futópálya és terminál 1979-ben épült. Ez egy 3C osztályú regionális repülőtér. A futópálya 22 tonnás súlykorlátozású, műszeres leszállási lehetőséggel nem rendelkezik, és csak a nappali órákban üzemel.
A repülőtéren nincs vám- és határellenőrzés, és csak Kirgizisztánon belüli járatokat szolgál ki. 1997-ig Talasz egész évben rendszeres összeköttetésben állt Biskekkel, Ossal és Dzsalalabaddal.

## Futópályák
A repülőtér futópályái:
- 10/28